# Blair (Nebraska)
Pour les articles homonymes, voir Blair.
La ville de Blair est le siège du comté de Washington, dans l’État du Nebraska, aux États-Unis. Sa population s’élevait à 7 990 habitants lors du recensement de 2010, estimée à 7 815 habitants en 2018.

## Démographie
| Groupe            | Blair | Nebraska | États-Unis |
| ----------------- | ----- | -------- | ---------- |
| Blancs            | 94,5  | 86,1     | 72,4       |
| Métis             | 1,1   | 2,2      | 2,9        |
| Autres            | 1,1   | 4,4      | 6,4        |
| Afro-Américains   | 0,8   | 4,5      | 12,6       |
| Asiatiques        | 0,3   | 1,8      | 4,8        |
| Amérindiens       | 0,3   | 1,0      | 0,9        |
| Total             | 100   | 100      | 100        |
|                   |       |          |            |
| Latino-Américains | 2,9   | 9,2      | 16,7       |

Selon l’American Community Survey, pour la période 2011-2015, 97,20 % de la population âgée de plus de 5 ans déclare parler anglais à la maison, alors que 2,27 % déclare parler l'espagnol et 0,53 % une autre langue.